# سوك
سوك (بالتركية: Söke)‏ هي مدينة ومركز قضاء يقع في غرب تركيا تابع لمحافظة أيدين ضمن منطقة إيجة. وتبعد عن مركز المحافظة 54 كم. وهي تقع بالقرب من ساحل بحر إيجة. يبلغ عدد سكان المدينة 68,020 نسمة حسب احصائيات 2010. يحد المدينة من الجنوب الغربي مدينة ديدم.

## توأمة
لسوك اتفاقيات توأمة مع:
- شونهبك

## أعلام
- مولود الطنطاش

## وصلات خارجية
- الموقع الرسمي